# Saint-Gence
Saint-Gence este o comună în departamentul Haute-Vienne din centrul Franței. În 2009 avea o populație de 1.989 de locuitori.

## Evoluția populației
| An        | 1975 | 1982  | 1990  | 1999  | 2006  | 2009  |
| --------- | ---- | ----- | ----- | ----- | ----- | ----- |
| Populație | 704  | 1.071 | 1.311 | 1.489 | 1.846 | 1.989 |